# Kalotypie

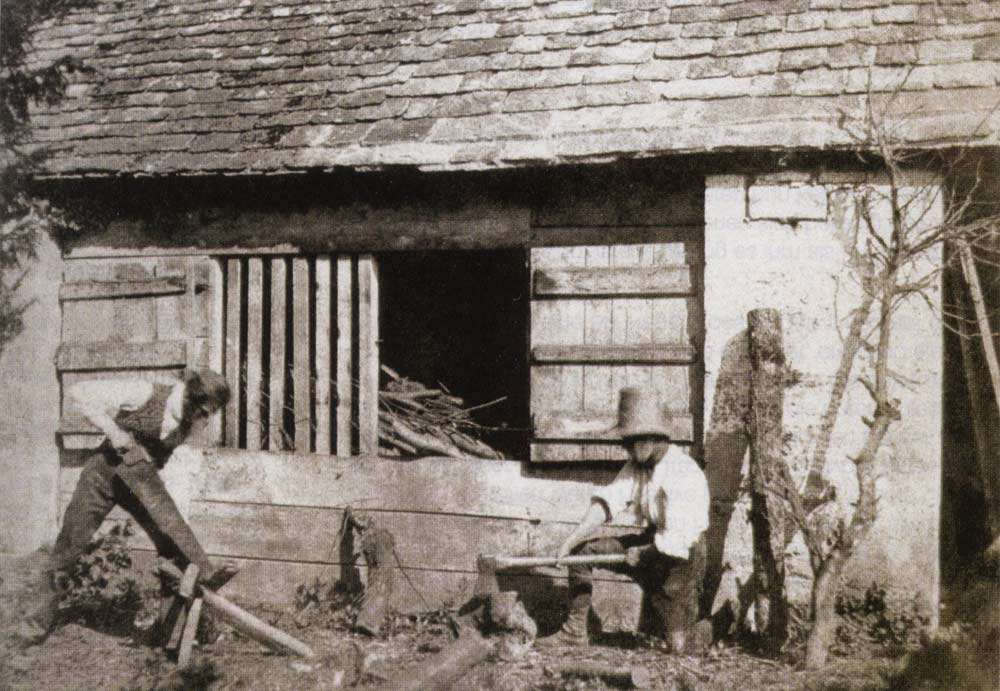
Beispiel für eine Kalotypie: Foto „Schreiner in Lacock“ von 1842/43, Fotograf: William Henry Fox Talbot

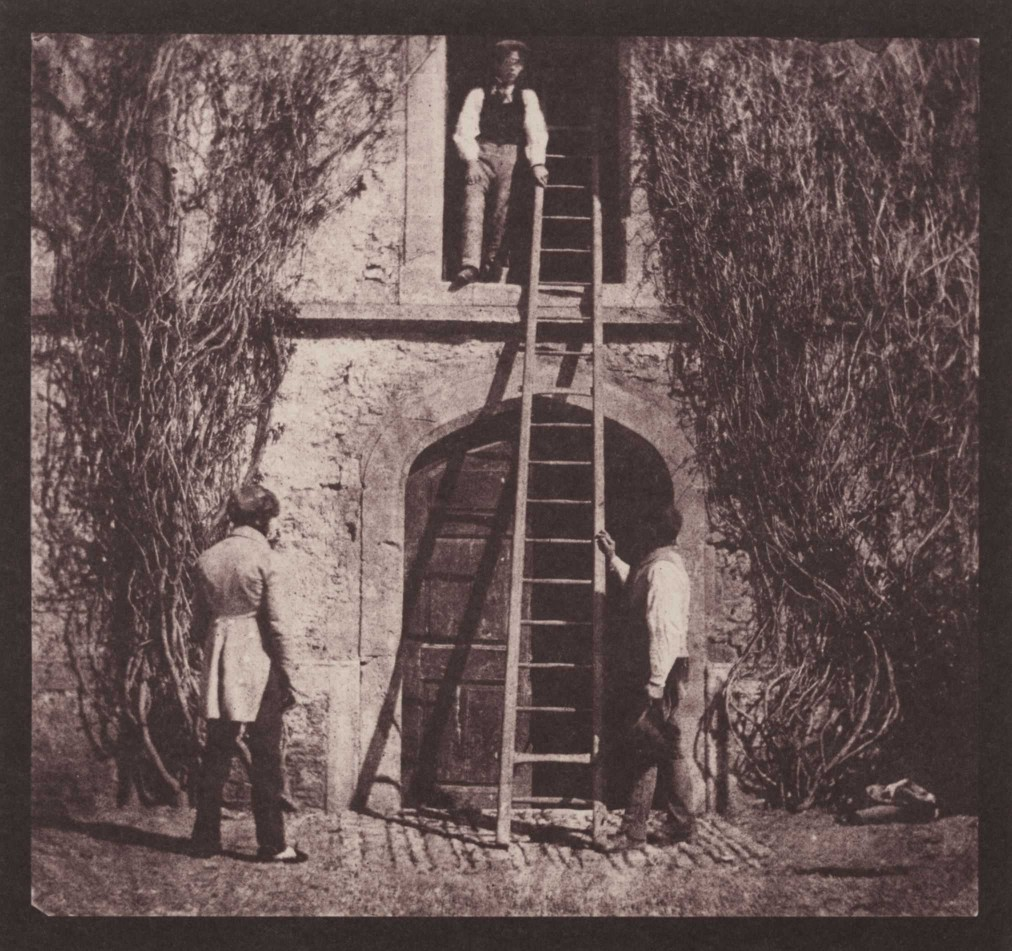
„Die Leiter“ – William Henry Fox Talbot, 1845

Die Kalotypie (von altgriechisch καλός kalós „schön“ und τύπος týpos „Bild[werk]“; auch Talbotypie) ist ein um 1835 von dem Engländer William Henry Fox Talbot (1800–1877) erfundenes Aufnahmeverfahren der Fotografie. Sie ist nicht zu verwechseln mit der Kallitypie, einem anderen frühen fotografischen Verfahren vom Ende des 19. Jahrhunderts.

## Geschichte
Bereits 1833 wurden Experimente mit durch Kochsalzlösung getränktem und nach der Trocknung mit Silbernitratlösung sensibilisiertem Papier durchgeführt. Legte man auf dieses Papier Gegenstände, so zeichneten sie sich durch Lichteinwirkung in ihrer Struktur auf dem Papier ab. Die so erzeugten Abzeichnungen nannte Talbot „fotogenische Zeichnungen“ („photogenetic drawings“). Ausgehend von diesen Experimenten entstand die Überlegung, eine Camera obscura in Verbindung mit diesem Prozess zu nutzen. Es entstand die Argyrotypie.
Talbot veröffentlichte seine Entdeckung erst 1840, nachdem er über die Daguerreotypie von Louis Daguerre gelesen hatte. Er verbesserte sein Verfahren so, dass es ähnliche Belichtungszeiten zuließ. Unter dem Begriff „Kalotypie“ ließ er die Erfindung 1841 patentieren. Nach dem Erfinder wird es auch häufig als „Talbotypie“ bezeichnet. Talbot verfolgte Patentverletzer mit Gerichtsverfahren, wodurch er die Verbreitung seiner Technik stark behinderte.

## Verfahren
Bei der Kalotypie handelt es sich um ein Negativ-Verfahren, d. h. bei der Fotografie entsteht zunächst ein Negativ. Weil die Kalotypie erstmals die Möglichkeit bot, beliebig viele Abzüge zu erzeugen, war dies eine Schlüsseltechnik. Dies gelang Talbot, indem er die Erstaufnahme wachste und so ein transparentes Negativ erhielt, das er auf ein anderes lichtempfindliches Papier übertragen und so ein Positiv-Bild erzeugen konnte. Der Kontaktabzug einer Kalotypie kann auch auf einem modernen Fotopapier gemacht werden.
Für die Aufnahme verwendete Talbot Jodsilberpapier: Silbernitrat und Kaliumiodid wurden auf ein dünnes Papier gestrichen und ergaben dort eine Silberiodidverbindung. Er legte in kleine Kameras (Mouse Traps [=Mausefallen]) mit lichtempfindlichem Silberjodid beschichtete Papierstücke, die nach dem Belichten eine negative Abbildung ergaben.
Er hatte entdeckt, dass er ein latentes Negativ auf einem stark belichteten Papier sichtbar machen konnte, wenn er es mit einer Entwicklerlösung aus Gallussäure und Silbernitrat behandelte. Durch Erwärmen wurde der Vorgang beschleunigt. Mit Kaliumbromid oder Natriumthiosulfat wurde das Negativ anschließend fixiert. Um von dem Papiernegativ einen seitenrichtigen Positiv-Abzug zu erstellen, tränkte er das Papier in heißem Wachs und machte es dadurch transparent. Nun konnten mit Kontaktabzügen auf weiteren Talbotypie-Blättern beliebig viele Positive hergestellt werden.
1840 konnte er die Belichtungszeiten deutlich verkürzen, indem er ein mit Silbernitrat, Gallussäure und Acetylsäure behandeltes Papier nach der Belichtung in Gallussäure einlegte, bis das latente Bild langsam erschien. Die Entwicklung des Bildes dauerte so nur noch 30 Sekunden anstatt der bis dahin bekannten Stunden oder Minuten.
Bei dem zeitgenössischen Konkurrenzverfahren, der Daguerreotypie, waren fotografische Bilder dagegen immer Unikate. Nachdem diese Idee Standard bei den meisten auf Glasplatten basierenden Verfahren geworden war, griff auch George Eastman sie auf und entwickelte daraus die Basistechnologie heutiger Negativfilme.

## Charakteristik
Bedingt durch die Verwendung von Papier als Grundlage des Negativs waren Kalotypien immer recht grobkörnig. Die Papierstruktur des Negativs wurde beim Kopieren auf das Positiv mitübertragen. Dies war ein entscheidender Nachteil gegenüber der Daguerreotypie. Jedoch wurde die Charakteristik der gewonnenen Abzüge von den Befürwortern als „malerisch“ empfunden, zumal sie auch in wechselnden, nie ganz genau vorhersehbaren Farben erschienen. In der Tat konnten bereits sehr früh von David Octavius Hill und seinem Partner Robert Adamson künstlerisch sehr beeindruckende Porträts und andere Ergebnisse erzielt werden. Die Vorteile des Negativverfahrens nutzte bereits Talbot für die Illustration von Büchern mit Originalabzügen.